# 쿡하오
쿡쭝쭈(베트남어: Khúc Trung Chủ, 860년 - 917년) 휘는 쿡트어하오(Khúc Thừa Hạo) 혹은 쿡하오(Khúc Hạo)는 베트남 쿡조 의 제2대 군주(재위: 907년 ~ 917년)이다.